# Pasimachus californicus
Pasimachus californicus är en skalbaggsart som beskrevs av Maximilien de Chaudoir. Pasimachus californicus ingår i släktet Pasimachus och familjen jordlöpare. Inga underarter finns listade i Catalogue of Life.